# Торецкуголь
«Торецкуголь» (бывшее «Дзержинскуголь») — угледобывающее государственное предприятие (центр — город Торецк Донецкой области, Украина).

## История
Каменноугольный трест "Дзержинскуголь" был создан в соответствии со вторым пятилетним планом развития народного хозяйства СССР.
В ходе Великой Отечественной войны с 22 октября 1941 до 5 сентября 1943 года Дзержинск был оккупирован немецкими войсками, но в дальнейшем шахты были восстановлены.
В советское время в объединение входило шесть шахт
1. имени Артема, (закрыта с 2003 г.)
2. имени Дзержинского,
3. «Новая», (закрыта с 2006 г.)
4. «Северная»,
5. «Торецкая»,
6. «Южная»

В марте 1995 года Верховная Рада Украины внесла производственное объединение "Дзержинскуголь" в перечень предприятий, приватизация которых запрещена в связи с их общегосударственным значением.
В октябре 1995 года Кабинет министров Украины утвердил решение о приватизации двух угольных шахт (шахты "Новая" и шахты имени Артёма) и управления жилищно-коммунального хозяйства ПО "Дзержинскуголь".
В августе 1997 года ПО "Дзержинскуголь" было включено в перечень предприятий, имеющих стратегическое значение для экономики и безопасности Украины.
В 2001 году добыча угля составила 883,021 тысяч тонн.

## Структура
Шахта имени Дзержинского является крупнейшим (до 2 тыс. работников) и старейшим (открыта до 1870 года) предприятием города. На шахте 7 угледобывающих участка (на 60 % механизированных), лавы которых расположены между горизонтами 916 (вентиляционный) и 1026 м.(откаточный) С 1996 года остановлена подготовка горизонта 1146 м (готовность околоствольного двора около 80 %).
Шахта «Северная» (ранее им. Ворошилова) не уступает шахте Дзержинского (около 1,8 тыс. работников, основана в 1901 году). При том что на шахте из 7 лав все молотковые на предприятии добывается столько же угля сколько и на шахте Дзержинского, при меньшей зольности. Над этим трудится 180 забойщиков. Горизонты: вентиляционный 1050 м, откаточный 1160 м, подготовительный 1270 м. Шахта является самой глубокой, опасной и жаркой (из 7 смертельных случаев по объединению 4 приходится на Северную).
А также: автобаза, ремонтно-механический завод, узел производственно-технологической связи, управление материально-технического снабжения, управление жилищно-коммунальным хозяйством, учебно-курсовой комбинат, погрузочно-транспортное управление «Дзержинскпогрузтранс».
На шахтах объединения с 2000 г. проводятся конкурсы забойщиков как внутри предприятий, так и по объединению в целом. Цель — моральный подъём (официально), а неофициально — конкурсы проходят на самых сложных пластах (с самым крепким углем и самыми сложными горногеологическими условиями). В основном эти участки отрабатываются не из-за угля, а для защиты следующих за ним «нужных» лав, которые более опасны по горным ударам и выбросам газа.
Так же конкурсы проводились между забойщиками нескольких объединений, разрабатывающих пласты с похожими характеристиками (крутопадающие, от 40 до 70 градусов падения. ш. Дзержинского 59-61, ш. Северная 58-60градусов). Но как показала практика — победителями были забойщики работающие на шахтах где проводились конкурсы. В основном добыча составляла до 300—400 % нормы 1-3, до 300 % 3-6. Так как к каждому пласту нужно «привыкнуть», а за 6 часов этого не сделаешь, на этого нужны годы.
На шахте им. Артема до её закрытия был подготовлен горизонт находящийся на глубине более 1200 м. Горизонт был готов к отработке новых лав. При этом было потрачено несколько миллионов долларов.
Шахта проработала более 100 лет.
Министерство энергетики и угольной промышленности Украины приняло решение о переименовании ГП «Дзержинскуголь» (Донецкая обл.) в «Торецкуголь». Соответствующее решение закреплено приказом по ведомству № 513 от 11 августа 2016 года. Данное решение принято в связи с принятым Верховной Радой законом о декоммунизации Украины.